# نادي كريمونيسي
نادي كريمونيسي (بالإيطالية: US Cremonese)‏، نادي كرة قدم إيطالي يقع في مدينة كريمونا في إيطاليا، تأسس عام 1903.
حقق الصعود لدوري الدرجة الأولى الإيطالي